# Квемо-Пона
Квемо-Пона (груз. ქვემო ფონა) — село в Грузии, в муниципалитете Лагодехи края Кахетия. 

## География
Село расположено в восточной части края, в 14 километрах по прямой к западу от центра муниципалитета Лагодехи. Высота центра — 360 метров над уровнем моря.

## Население
По данным переписи населения 2014 года, в селе проживало 133 человека.